# Percnostola rufifrons
El hormiguero cabecinegro (en Venezuela) (Percnostola rufifrons), también denominado hormiguero amazónico (en Colombia) u hormiguero de cabeza negra (en Perú), es una especie de ave paseriforme de la familia Thamnophilidae. Algunos autores sostienen que se divide en más de una especie. Es nativo de la cuenca amazónica y del escudo guayanés en América del Sur.

## Distribución y hábitat
Se distribuye de forma disjunta en el escudo guayanés, (Guyana, Surinam, Guayana francesa) y oriente de la Amazonia brasileña; en la región amazónica del sureste de Colombia, sur de Venezuela y norte de Brasil; y en el noreste de Perú.
Esta especie es consisiderada bastante común en sus hábitats naturales: el sotobosque de bordes de selvas húmedas de terra firme, hasta los 500 m de altitud.

## Sistemática

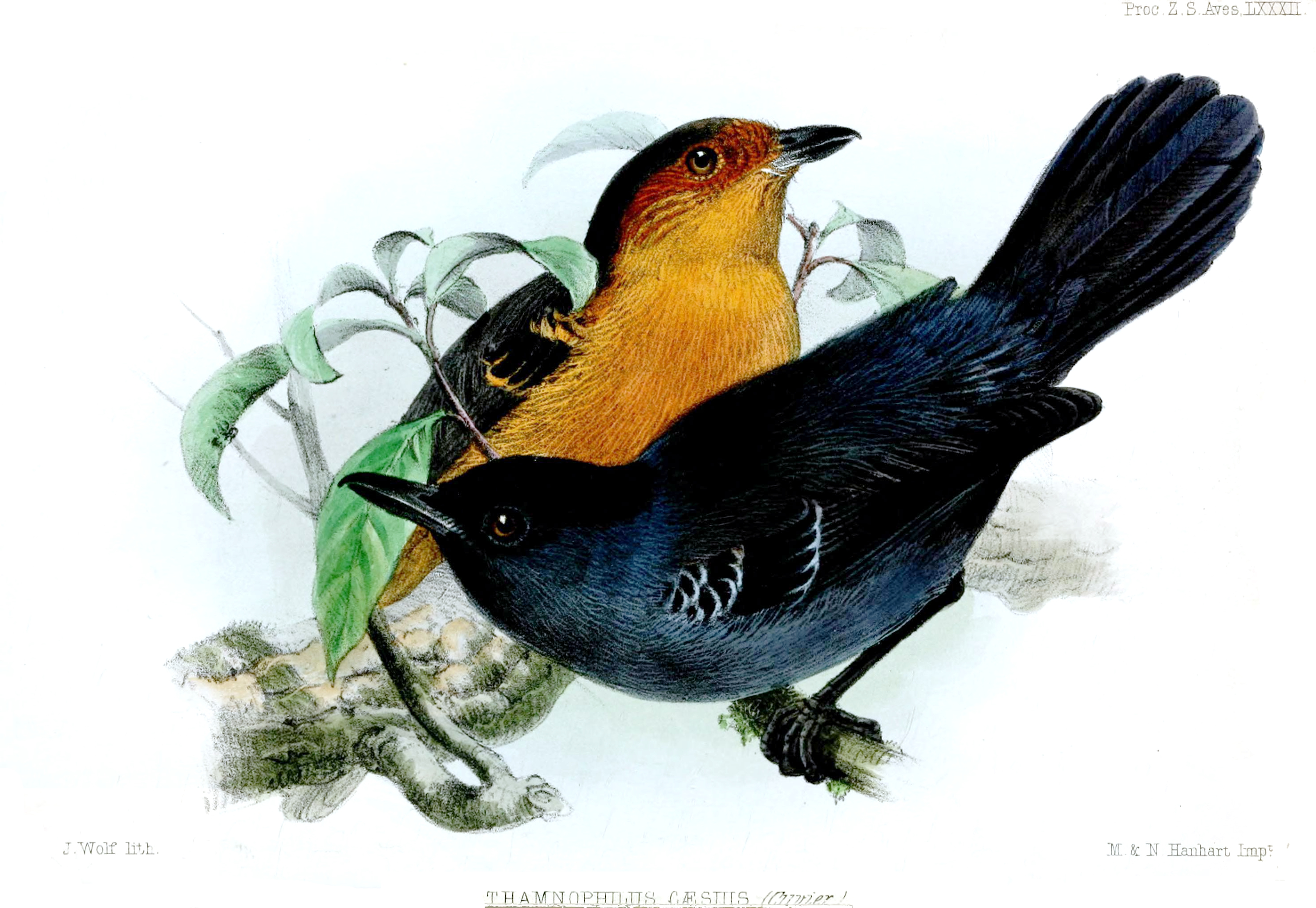
Thamnophilus caesius sinónimo de Percnostola rufifrons, macho adelante, hembra atrás, ilustración de Wolf en Proceedings of the Zoological Society of London, 1855.

### Descripción original
La especie P. rufifrons fue descrita por primera vez por el naturalista alemán Johann Friedrich Gmelin en 1789 bajo el nombre científico Turdus rufifrons; la localidad tipo es «Cayena, Guayana francesa».

### Etimología
El nombre genérico femenino «Percnostola» se comppne de las palabras del griego «perknos» que significa ‘de color oscuro’ y «stolē» que significa ‘vestido’; y el nombre de la especie «rufifrons», se compone de las palabras del latín «rufus» que significa ‘rojo’, ‘rufo’, y «frons, frontis» que significa ‘frente’, en referencia al plumaje de la hembra.

### Taxonomía
Algunos autores consideran que la subespecie minor (incluyendo jensoni) es una especie aparte, que denominan hormiguero amazónico. Sin embargo, con base en que sus cantos y plumaje son prácticamente idénticos, la mayoría de los autores lo mantienen dentro de la presente especie, como subespecies.
El Comité Brasileño de Registros Ornitológicos (CBRO) considera a las subespecies minor y subcristata como especies separadas.

### Subespecies
Según las clasificaciones del Congreso Ornitológico Internacional (IOC) y Clements Checklist/eBird, se reconocen cuatro subespecies, con su correspondiente distribución geográfica:
- Grupo politípico minor/jensoni:
  - Percnostola rufifrons jensoni Capparella, Rosenberg & Cardiff, 1997 — noreste de Perú (Quebrada Orán, en Loreto).
  - Percnostola (rufifrons) minor Pelzeln, 1868 — este de Colombia (Guainía al sur hasta Caquetá), suroeste de Venezuela (suroeste de Amazonas) y noroeste de la Amazonia brasileña (cuenca alta y margen sur del medio río Negro, hacia el sur hasta la margen norte del río Içá).

- Grupo politípico rufifrons/subcristata:

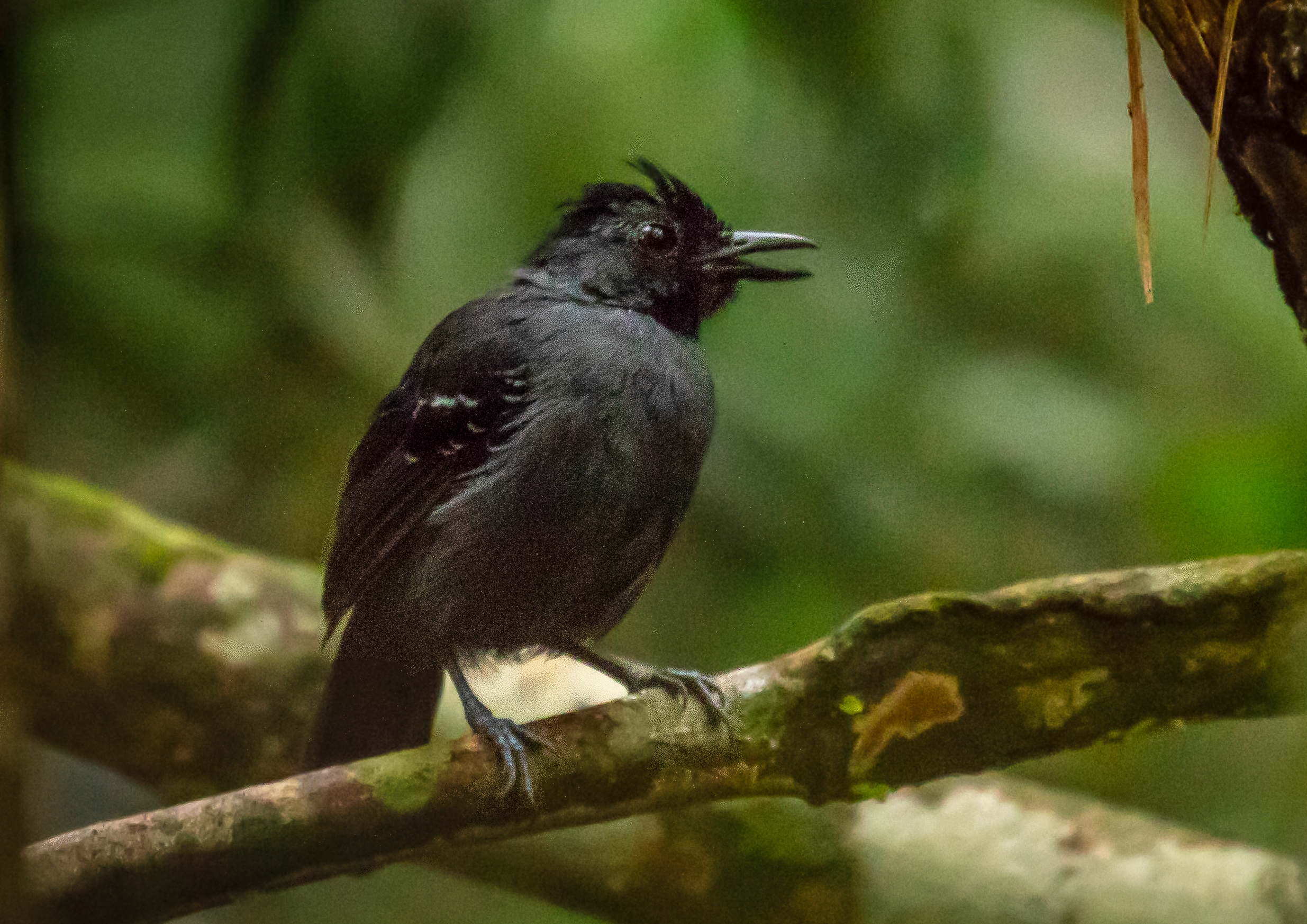
Percnostola rufifrons subcristata en Presidente Figueiredo, Amazonas, Brasil.

- - Percnostola (rufifrons) subcristata Hellmayr, 1908 — bajo río Negro al este hasta el río Trombetas, en el norte de Brasil.
  - Percnostola rufifrons rufifrons (Gmelin, 1789) —  este y sur de Guyana, Surinam, Guayana francesa y noreste de la Amazonia brasileña (noreste de Roraima, y del río Trombetas al este hasta Amapá).